# Chadalòu
Chadeleuf és un municipi francès situat al departament del Puèi Domat i a la regió d'Alvèrnia-Roine-Alps. L'any 2007 tenia 388 habitants.

## Demografia

### Població
El 2007 la població de fet de Chadeleuf era de 388 persones. Hi havia 146 famílies de les quals 38 eren unipersonals (21 homes vivint sols i 17 dones vivint soles), 37 parelles sense fills, 54 parelles amb fills i 17 famílies monoparentals amb fills.
La població ha evolucionat segons el següent gràfic:
Habitants censats

### Habitatges
El 2007 hi havia 189 habitatges, 156 eren l'habitatge principal de la família, 16 eren segones residències i 16 estaven desocupats. 177 eren cases i 10 eren apartaments. Dels 156 habitatges principals, 129 estaven ocupats pels seus propietaris, 21 estaven llogats i ocupats pels llogaters i 6 estaven cedits a títol gratuït; 7 tenien dues cambres, 14 en tenien tres, 43 en tenien quatre i 91 en tenien cinc o més. 97 habitatges disposaven pel capbaix d'una plaça de pàrquing. A 50 habitatges hi havia un automòbil i a 91 n'hi havia dos o més.

### Piràmide de població
La piràmide de població per edats i sexe el 2009 era:
| Homes | Edats   | Dones |
| ----- | ------- | ----- |
| 0     | 95 o +  | 0     |
| 0     | 90 a 94 | 4     |
| 4     | 85 a 89 | 0     |
| 0     | 80 a 84 | 0     |
| 4     | 75 a 79 | 16    |
| 8     | 70 a 74 | 8     |
| 16    | 65 a 69 | 8     |
| 4     | 60 a 64 | 4     |
| 0     | 55 a 59 | 16    |
| 16    | 50 a 54 | 16    |
| 12    | 45 a 49 | 4     |
| 16    | 40 a 44 | 20    |
| 16    | 35 a 39 | 20    |
| 4     | 30 a 34 | 8     |
| 0     | 25 a 29 | 4     |
| 4     | 20 a 24 | 0     |
| 16    | 15 a 19 | 8     |
| 16    | 10 a 14 | 16    |
| 16    | 5 a 9   | 16    |
| 0     | 0 a 4   | 8     |

## Economia
El 2007 la població en edat de treballar era de 246 persones, 187 eren actives i 59 eren inactives. De les 187 persones actives 172 estaven ocupades (92 homes i 80 dones) i 14 estaven aturades (6 homes i 8 dones). De les 59 persones inactives 21 estaven jubilades, 29 estaven estudiant i 9 estaven classificades com a «altres inactius».

### Ingressos
El 2009 a Chadeleuf hi havia 158 unitats fiscals que integraven 380,5 persones, la mediana anual d'ingressos fiscals per persona era de 19.092 €.

### Activitats econòmiques
Dels 11 establiments que hi havia el 2007, 1 era d'una empresa extractiva, 1 d'una empresa alimentària, 5 d'empreses de construcció, 1 d'una empresa de comerç i reparació d'automòbils, 1 d'una empresa d'hostatgeria i restauració i 2 d'empreses de serveis.
Dels 3 establiments de servei als particulars que hi havia el 2009, 1 era un paleta, 1 lampisteria i 1 restaurant.
L'any 2000 a Chadeleuf hi havia 6 explotacions agrícoles que ocupaven un total de 255 hectàrees.

## Equipaments sanitaris i escolars
El 2009 hi havia una escola elemental integrada dins d'un grup escolar amb les comunes properes formant una escola dispersa.

## Poblacions més properes
El següent diagrama mostra les poblacions més properes.